# Bitva u Baphea
Bitva u Baphea byla prvním střetem mezi Byzantskou říší a Osmanskými Turky. Osmané zde zvítězili nad byzantskou armádou 27. července 1302.
Osmané neustále plenili území Byzantské říše. Proto císař Andronikos II. vyslal malé vojsko pod vedením generála Muzalona, aby Turky vyhnal z byzantských území. Byzantská armáda byla malá a nedostatečně vyzbrojená, čítala jen něco kolem 2 000 mužů. Proti ní zde stálo na 5 000 Osmanů. Byzantinci utrpěli porážku a nyní se jen zmohli na obranu velkých opevněných měst v okolí. Území Býthie však bylo obsazeno Osmany a zde vzniklo jádro budoucí velké Osmanské říše.